# 卡里尼亚诺宫
卡里尼亚诺宫(Palazzo Carignano)是意大利都灵市中心的一座历史建筑，目前设有意大利复兴运动国家博物馆（Museo nazionale del Risorgimento italiano）。这曾经是卡里格南亲王的私人府邸，因而得名。它以其独特的圆形外观著称。 

## 历史

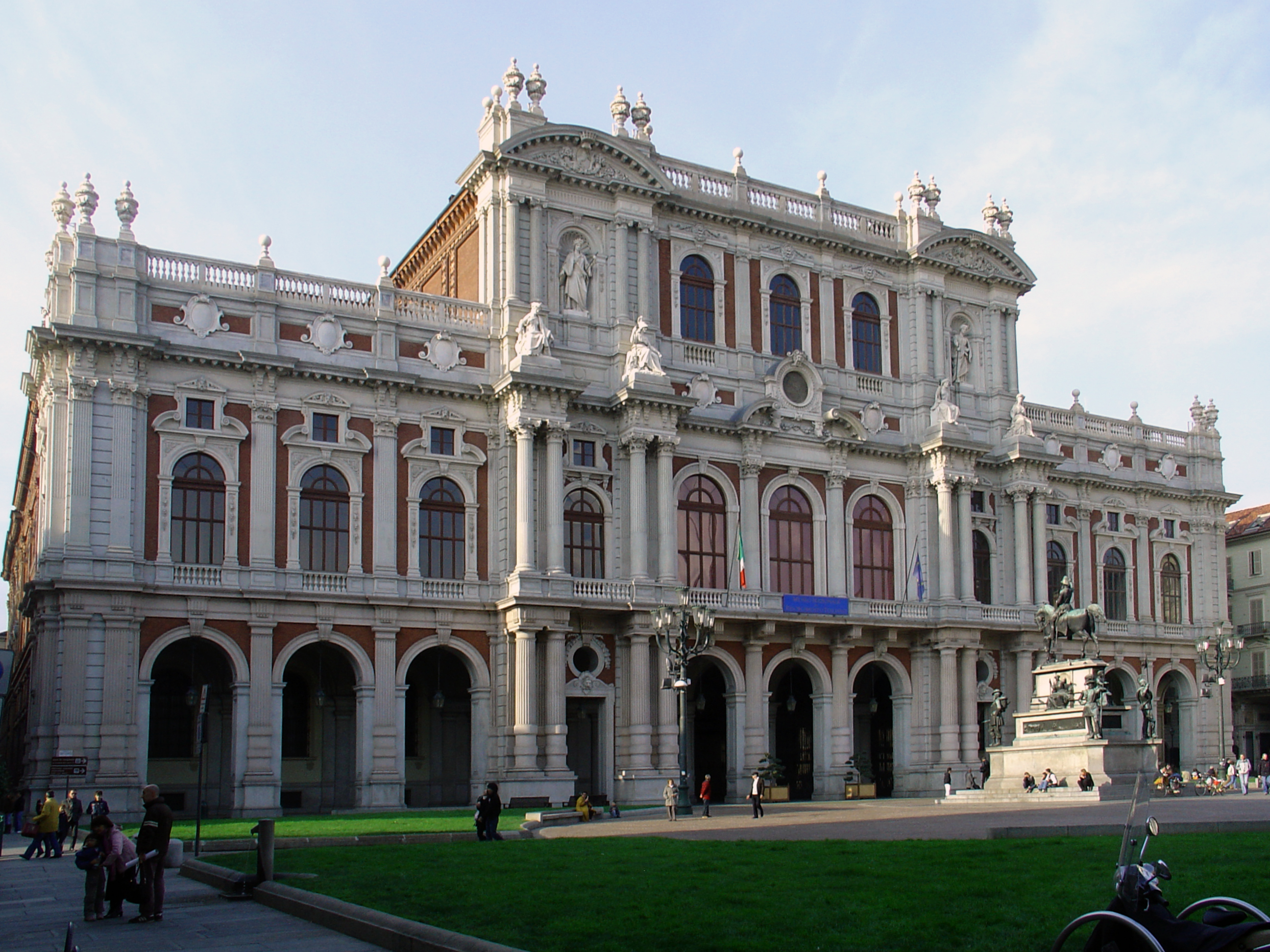
卡洛阿尔贝托广场上的卡里尼亚诺宫东立面

卡里尼亚诺宫属于卡里格南亲王萨伏伊的埃马努埃莱·菲利贝托，他是卡里格南亲王托马斯·弗朗西斯和他的法国妻子苏瓦松伯爵夫人玛丽·波旁之子。工程开始于1679年，当时亲王已经51岁。他委任萨伏伊本国建筑师瓜里诺·瓜里尼为萨伏伊王朝设计一个合适的房子cadet house。 
瓜里尼设计了一座巨大的方形建筑，面向卡洛阿尔贝托广场的东立面线条平直克制，而位于科学院街（Via Accademia delle Scienze）5号的建筑西立面外观豪华，呈现非常独特的椭圆形，线条曲折。瓜里尼还在宫殿中心增加了大型前院。   
内饰一直被形容为奢华。  
这是一座红砖建筑，典型的巴洛克风格，有一个椭圆凹凸立面。这种立面在意大利只出现于博罗弥尼在罗马设计的四泉圣嘉禄堂。 
卡里尼亚诺宫是未来朗巴勒公主玛丽·露易丝的出生地（1749年）- 她是法国王后玛丽·安托瓦内特的知心朋友，为了后者，她在1792年失去了生命。卡里格南亲王查尔斯·艾曼纽在1770年出生于此。 
这也是意大利第一位国王维托里奥·埃马努埃莱二世的出生地（1820年）。 
从1848年到1861年，卡里尼亚诺宫用作国会众议院，但是1861年之后要容纳新意大利国会，则房间太小。